# Tjamstanbackarna
Tjamstanbackarna är en skidanläggning belägen på Tjamstanberget vid tätorten Malå. Skidanläggningen drivs av Malå kommun. 
Skidanläggningen har sex nedfarter, fyra liftar, ett offpist område och tio pister. Det finns även ett längdskidspår i direkt koppling till anläggningen. 
Köldgränsen är -22°C